# Taittinger

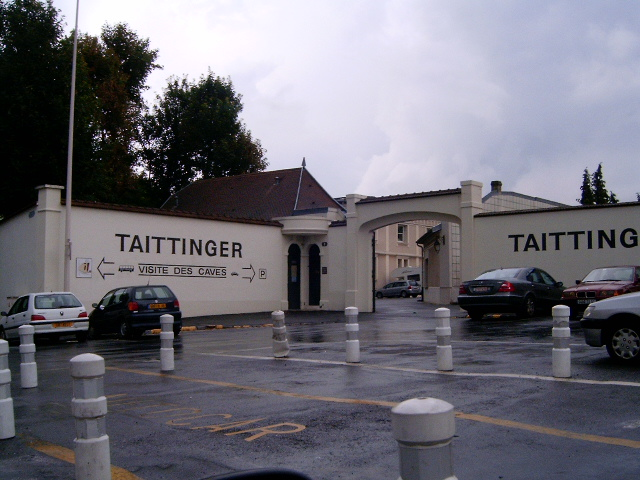
Champagnehuset Taittinger.

Huset Taittinger är det tredje äldsta ännu verksamma specialiserade Champagnehus. Företaget grundades 1734 och huvudkontoret ligger i staden Reims i regionen Champagne-Ardenne.

## Grundaren
Huset grundades av Jacques Fourneaux som senare överlät det åt sin son.

## Företaget
Huset grundades som Fourneaux et Cie Maison de Champagne 1734.
Tillverkningsmetoderna för mousserande viner hade utvecklades av Dom Pérignon redan i slutet på 1600-talet. Vinet förvarades dock då i fat vilket omöjliggjorde transporter.
Först efter ett Arrêté royal (Kungligt dekret) utfärdad den 25 maj 1728 av Ludvig XV av Frankrike tilläts nu vin att även transporteras på flaskor och förutsättningarna för champagnehusen grundlades.
Efter faderns död övertog Jérôme Fourneaux ledningen.
Kring 1912 kom Pierre-Charles Taittinger som då jobbade som champagnegrossist i kontakt med huset.
1931 köpte Taittinger champagnehuset som då bytte namn till Ets Taittinger Mailly & Cie. Under denna tid flyttades verksamheten från Mailly till staden Reims.
Husets prestigechampagne (La Cuvée Prestige) heter "Comtes de Champagne" och "Comtes de Champagne Rosé".